# Adenocarpus ombriosus
Adenocarpus ombriosus Ceball. & Ortuno – gatunek rośliny z rodziny bobowatych (Fabaceae Lindl.). Występuje endemicznie na hiszpańskiej wyspie El Hierro leżącej w archipelagu Wysp Kanaryjskich.

## Morfologia
PokrójSilnie rozgałęziony krzew. Dorasta do 2 m wysokości.
KwiatyKielich jest gęsto owłosiony.

## Biologia i ekologia
Nanofanerofit. Występuje na wysokości od 500 do 1400 m n.p.m. Stanowi ona część formacji krzewiastych, często znajdujących się w obszarach wietrznych. Typowe gatunki mu towarzyszące to takie rośliny jak: Erica arborea, Micromeria hyssopifolia, Chamaecytisus proliferus, Carlina salicifolia, Sonchus hierrensis, Phyllis nobla, Pericallis murrayi oraz Myrica faya. Ponadto może również współwystępować na polach uprawnych wraz z takimi gatunkami jak: Argyranthemum hierrense, Sideritis ferrensis, Bituminaria bituminosa, Rubus ulmifolius, Artemisia thuscula, Rumex lunaria, Euphorbia lamarkii oraz ponownie Pericallis murrayi.
Jest to roślina obupłciowa. Nie przedstawia dowodów na rozmnażanie wegetatywne. Przypuszcza się, że kwiaty są zapylane przez pszczoły miodne oraz Bombus canariensis. Doświadczenia rozmnażania ex situ pokazują względnie wysokie wskaźniki żywotności, które wahają się między 38 a 53%.
Występuje w czterech miejscach w północnej części wyspy El Hierro: Montaña de Jináma, El Salvador, Hoya de Arinés oraz Hoya de Fileba.

## Ochrona
W Czerwonej księdze gatunków zagrożonych został zaliczony do kategorii EN – gatunków zagrożonych wyginięciem. Gatunek ten został sklasyfikowany w tej kategorii z powodu jego małego zasięgu występowania, który wynosi 1–5 km². Znany jest z czterech subpopulacji, jednak w jednej z nich (Hoya de Arinés) nie został on odnaleziony od 2007 roku. Głównymi zagrożeniami dla tego gatunku są wypas zwierząt na pastwiskach oraz klęski żywiołowe, takie jak obsunięcia ziemi czy dłuższe okresy suszy. Prowadzą one do dalszego spadku liczebności populacji i liczby dojrzałych osobników, a także przyczyniają się do pogorszenia jakości ich siedlisk.
W 2004 roku w czterech subpopulacjach zarejestrowano w sumie 339 osobników: 40 okazów w Montaña de Jináma, 8 w El Salvador, 1 w Hoya de Arinés oraz 290 w Hoya de Fileba. Obecność sadzonek na wolności uznano za stosunkowo częste. Jednak są one na ogół niska i słaba, przez co często bywają uszkadzane podczas letniej suszy. Prowadzi to do bardzo niskiej dynamiki populacji, w efekcie czego jej liczebność nie może osiągnąć tendencji wzrostowej. Trzy lata później, w 2007 roku, ponownie odwiedzono miejsca występowania tego gatunku. Wówczas zarejestrowano już tylko 189 osobników: 42 w Montaña de Jináma, 6 w El Salvador, żadnego w Hoya de Arinés oraz 141 w Hoya de Fileba.
Ten gatunek jest wymieniony w załączniku I Konwencji Berneńskiej. Jest on również wymieniony jako gatunek z "Proteccion Especial" na krajowej liście gatunków w systemie szczególnej ochrony Hiszpanii, a także jako gatunek "En peligro de extinción" w katalogu gatunków chronionych na Wyspach Kanaryjskich. Subpopulacje Montaña de Jináma, El Salvador oraz Hoya de Fileba znajdują się na terenie Parque Rural de Frontera – obszaru SCI.
Nasiona tego gatunku są przechowywane w bankach nasion w Ogrodzie Botanicznym Viera y Clavijo oraz w serwisie biodywersyfikacji Viceconsejería de Medio Ambiente.